# Joshua Brillante
Joshua „Josh“ Brillante (* 25. März 1993 in Bundaberg, Queensland) ist ein australischer Fußballspieler. 

## Karriere
Brillante spielte den Großteil seiner Jugendzeit für den Across the Waves SC in seiner Heimatstadt Bundaberg. Bereits frühzeitig wurde Brillante als eines der größten Talente seiner Region identifiziert und gehörte regelmäßig zu Bundesstaat-Auswahlteams. 2005 wurde er als Wide Bay Primary Sportsperson of the Year ausgezeichnet, nachdem er die Schulauswahl von Queensland zu einem geteilten ersten Platz bei den nationalen Schulmeisterschaften geführt hatte. 2008 spielte er mit Bundaberg Spirit in der Queensland State League und gewann im weiteren Jahresverlauf mit Across the Waves die Meisterschaft in der Bundaberg Premier League; der erst 15-jährige Brillante erhielt dabei zudem die Auszeichnung als Bundaberg Junior Player of the Year. Im folgenden Jahr zog er nach Brisbane um ein Stipendium an der Queensland Academy of Sport wahrzunehmen, bevor er vom neu gegründeten A-League-Klub Gold Coast United für deren Jugendteam rekrutiert wurde.
Mit dem Nachwuchsteam von Trainer Mike Mulvey gewann Brillante 2010 und 2011 die Meisterschaft in der National Youth League, 2010 erhielt er zudem die klubinterne Auszeichnung als Youth Star of the Future. Zu seinem Debüt in der australischen Profispielklasse kam Brillante unter Trainer Miron Bleiberg am 1. Dezember 2010, als er nach mehreren verletzungsbedingten Ausfällen bei der 1:2-Niederlage gegen North Queensland Fury als Rechtsverteidiger in die Startaufstellung rückte. Brillante, der als sportliches Vorbild Harry Kewell nennt und auch im Mittelfeld variabel einsetzbar ist, kam bis Saisonende zu einem weiteren Einsatz. Nachdem er in der Saisonpause mit dem Profikader trainierte, steigerten sich in der Spielzeit 2011/12 seine Einsatzzeiten, auch dadurch begünstigt, dass der Vereinseigentümer seine finanzielle Unterstützung stark einschränkte und man gezwungen war, vermehrt auf Nachwuchsspieler zu setzen. Dies führte unter anderem dazu, dass Brillante im Februar 2012 als Teil der jüngsten Mannschaft der Ligageschichte ein 3:3 gegen den Tabellenführer Central Coast Mariners erspielte. Nachdem Gold Coast Uniteds Besitzer während der laufenden Saison die Lizenz entzogen wurde und die Saison unter Leitung des australischen Verbandes beendet wurde, löste dieser die Mannschaft am Saisonende auf.
In der Saisonpause unterzeichnete Brillante, ebenso wie seine Mannschaftskollegen James Brown und Mitch Cooper, einen Vertrag mit den Newcastle United Jets.
Zur Spielzeit 2014/15 wechselte Brillante zum italienischen Erstligisten AC Florenz.
Im Juli 2016 kehrte er nach Australien zurück und schloss sich Sydney FC an. Mit dem Klub gewann er die A-League 2016/17 und das Finale um die australische Meisterschaft.
Zum Aufgebot der australischen U-20-Auswahl gehörte Brillante erstmals im August 2011 im Rahmen des SBS Cups in Japan und gehörte später im Jahr auch beim Qualifikationsturnier für die U-19-Fußball-Asienmeisterschaft 2012 zum Aufgebot.